# Serramonacesca
Serramonacesca là một đô thị thuộc tỉnh Pescara trong vùng Abruzzo của Ý. Ý. Đô thị này có diện tích 23 km², dân số năm 2001 là 619 người. Các làng trực thuộc:. Các đô thị giáp ranh gồm: Casalincontrada (CH), Lettomanoppello, Manoppello, Pretoro (CH), Roccamontepiano (CH)